# Bernard Bruce

Stemma dei Bruce di Exton.

Sir Bernard de Brus o Bruce (... – 22 novembre 1268) è stato un nobile scozzese.

## Biografia
Era figlio secondogenito di Robert Bruce, IV Signore di Annandale, e di sua moglie Isobel di Huntingdon. Grazie all'influenza dei genitori (particolarmente della madre) riuscì ad ottenere dei feudi nel regno d'Inghilterra, divenendo quindi signore di Connington ed Exton.
Allo scoppio della seconda guerra dei baroni fu tra i seguaci di Simone V di Montfort, mentre suo fratello maggiore Robert Bruce, V Signore di Annandale rimase fedele a re Enrico III d'Inghilterra. Inizialmente furono i ribelli ad avere la meglio, tanto che Robert venne catturato dal fratello assieme a re Enrico e al principe Edoardo. Poco dopo Bernard Bruce negoziò i termini del riscatto di suo fratello col nipote, anch'egli chiamato Robert.
Nel 1265 tuttavia, dopo la sconfitta e la morte di Montfort, Bernard Bruce fu costretto a sottomettersi di nuovo alla Corona, venendo privato di tutte le proprie terre (una parte delle quali comunque gli venne restituita, dato che i suoi discendenti ne furono i possessori fino a metà XIV secolo). Morì pochi anni dopo, nel 1268.

## Discendenza
Bernard Bruce si sposò due volte, la prima con Alice di Clare, la seconda con Constance de Morleyn, ed ebbe due figli:
- Bernard Bruce II, che continuò la linea dei Bruce di Exton;
- John Bruce (?-1300).

## Ascendenza
|                                         |                  |                               | Genitori                                 |  |  | Nonni |  |  | Bisnonni                              |  |  | Trisnonni                            |  |
|                                         |                  |                               |                                          |  |  |       |  |  | Robert Bruce, II Signore di Annandale |  |  | Robert Bruce, I Signore di Annandale |  |
|                                         |                  |                               |                                          |  |  |       |  |  | Robert Bruce, II Signore di Annandale |  |  | Robert Bruce, I Signore di Annandale |  |
|                                         |                  | …                             |                                          |  |  |       |  |  | Robert Bruce, II Signore di Annandale |  |  |                                      |  |
| William Bruce, III Signore di Annandale |                  |                               |                                          |  |  |       |  |  | Robert Bruce, II Signore di Annandale |  |  |                                      |  |
|                                         |                  | Eufemia de Crosby             | Adam de Crosby                           |  |  |       |  |  |                                       |  |  |                                      |  |
|                                         |                  | Eufemia de Crosby             | Adam de Crosby                           |  |  |       |  |  |                                       |  |  |                                      |  |
|                                         |                  | Eufemia de Crosby             | …                                        |  |  |       |  |  |                                       |  |  |                                      |  |
| Robert Bruce, IV Signore di Annandale   |                  | Eufemia de Crosby             |                                          |  |  |       |  |  |                                       |  |  |                                      |  |
|                                         |                  | Uhtred di Galloway            | Fergus di Galloway                       |  |  |       |  |  |                                       |  |  |                                      |  |
|                                         |                  | Uhtred di Galloway            | Fergus di Galloway                       |  |  |       |  |  |                                       |  |  |                                      |  |
|                                         |                  | Uhtred di Galloway            | …                                        |  |  |       |  |  |                                       |  |  |                                      |  |
| Christina mac Uhtred                    |                  | Uhtred di Galloway            |                                          |  |  |       |  |  |                                       |  |  |                                      |  |
|                                         |                  | Gunhilda Dunbar               | Waltheof di Allerdale                    |  |  |       |  |  |                                       |  |  |                                      |  |
|                                         |                  | Gunhilda Dunbar               | Waltheof di Allerdale                    |  |  |       |  |  |                                       |  |  |                                      |  |
|                                         |                  | Gunhilda Dunbar               | Sigrid                                   |  |  |       |  |  |                                       |  |  |                                      |  |
| Bernard de Bruce                        |                  | Gunhilda Dunbar               |                                          |  |  |       |  |  |                                       |  |  |                                      |  |
|                                         | Enrico di Scozia | Davide I di Scozia            |                                          |  |  |       |  |  |                                       |  |  |                                      |  |
|                                         | Enrico di Scozia | Davide I di Scozia            |                                          |  |  |       |  |  |                                       |  |  |                                      |  |
|                                         | Enrico di Scozia | Maud di Northumbria           |                                          |  |  |       |  |  |                                       |  |  |                                      |  |
| Davide di Huntingdon                    | Enrico di Scozia |                               |                                          |  |  |       |  |  |                                       |  |  |                                      |  |
|                                         |                  | Ada de Warenne                | Guglielmo di Warenne, II conte di Surrey |  |  |       |  |  |                                       |  |  |                                      |  |
|                                         |                  | Ada de Warenne                | Guglielmo di Warenne, II conte di Surrey |  |  |       |  |  |                                       |  |  |                                      |  |
|                                         |                  | Ada de Warenne                | Elisabetta di Vermandois                 |  |  |       |  |  |                                       |  |  |                                      |  |
| Isobel di Huntingdon                    |                  | Ada de Warenne                |                                          |  |  |       |  |  |                                       |  |  |                                      |  |
|                                         |                  | Ugo di Kevelioc               | Ranulph de Gernon                        |  |  |       |  |  |                                       |  |  |                                      |  |
|                                         |                  | Ugo di Kevelioc               | Ranulph de Gernon                        |  |  |       |  |  |                                       |  |  |                                      |  |
|                                         |                  | Ugo di Kevelioc               | Maud di Gloucester                       |  |  |       |  |  |                                       |  |  |                                      |  |
| Matilda di Chester                      |                  | Ugo di Kevelioc               |                                          |  |  |       |  |  |                                       |  |  |                                      |  |
|                                         |                  | Bertrada de Montfort-l'Amauri | …                                        |  |  |       |  |  |                                       |  |  |                                      |  |
|                                         |                  | Bertrada de Montfort-l'Amauri | …                                        |  |  |       |  |  |                                       |  |  |                                      |  |
|                                         |                  | Bertrada de Montfort-l'Amauri | …                                        |  |  |       |  |  |                                       |  |  |                                      |  |
|                                         |                  | Bertrada de Montfort-l'Amauri |                                          |  |  |       |  |  |                                       |  |  |                                      |  |